# Phố Tâm

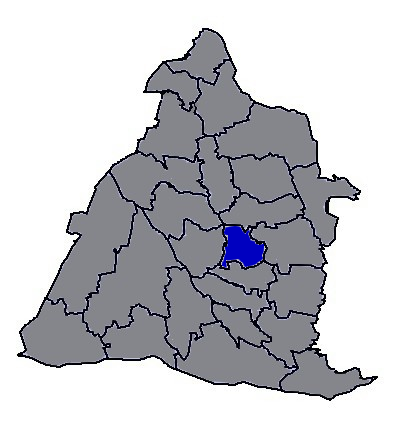
Vị trí tại Chương Hóa

Phố Tâm (tiếng Trung: 埔心鄉; bính âm: Pùxīn Xiāng) là một hương (xã) của huyện Chương Hóa, tỉnh Đài Loan, Đài Loan. Hương thuộc vùng đồng bằng Chương Hóa và nằm ở vị trí trung tâm của huyện. Tổng diện tích của Phố Tâm là 20,9520 km², dân số vào tháng 8 năm 2011 là 35.283 người thuộc 10.016 hộ gia đình, mật độ cư trú đạt 1684 người/km².